# Jedro (zviježđe)
Jedro (lat. Vela) je zviježđe južne polutke. Jedna od tri konstelacije nastale nakon podjele zviježđa Brod Argo. Ostale dvije su Kobilica i Krma.